# 劉崇顯
劉崇顯（1990年8月20日—），臺灣民主進步黨籍政治人物，現任新竹市議會議員。出生於新竹市，國立成功大學資源工程系學士、國立清華大學動力機械所碩士畢業。曾任聯華電子研發工程師、台灣綠黨共同召集人。

## 早年生涯
其父任教於元培科技大學，其母從事貿易，家中排行第三，有兩個姊姊和一個弟弟。生平幾乎都居於新竹市，畢業後曾就職於聯華電子直到他第一次參選。

## 政治生涯

### 2018新竹市議員
從政契機為太陽花學運，在學運期間結交許多政界好友，後來經營靠北就可、竹塹市政監督團等臉書粉絲專頁，開啟了從政之路。2018年初，本欲爭取代表時代力量出選，但時代力量提名具有婦女保障名額的蔡惠婷出選，故轉爭取綠黨提名，爾後成功爭取提名，並成功勝選。政見以改善市內交通、體育經營、維護校園的宗教中立見長。
選後，劉崇顯與余筱菁接任綠黨第二十屆召集人。

### 2022新竹市議員
2022年4月20日，綠黨提名劉崇顯爭取連任新竹市第一選區議員。選舉結果獲得3797票，成功當選連任。

## 選舉紀錄
| 年度 | 選舉屆數               | 選舉區           | 所屬政黨 | 得票數 | 得票率 | 當選標記 | 備註 |
| ---- | ---------------------- | ---------------- | -------- | ------ | ------ | -------- | ---- |
| 2018 | 第十屆新竹市議員選舉   | 新竹市第一選舉區 | 台灣綠黨 | 4,310  | 6.01%  |          |      |
| 2022 | 第十一屆新竹市議員選舉 | 新竹市第一選舉區 | 台灣綠黨 | 3,797  | 5.08%  |          |      |

## 軼聞
- 劉崇顯熱愛棒球，是興農牛、富邦悍將、張泰山迷，學生時期也是校隊成員。
- 其父政治立場與其相左，但數度溝通下，最終支持其從政。

## 外部連結
- 劉崇顯的Facebook專頁
- 劉崇顯的Instagram帳戶
- YouTube上的劉崇顯頻道